# Irina Poltoratskaya
Irina Igorevna Poltoratskaya (Antratsyt, 12 de março de 1979) é uma handebolista profissional russa, medalhista olímpica.
Irina Poltoratskaya fez parte do elenco medalha de prata, de Pequim 2008.